# David Eberhard

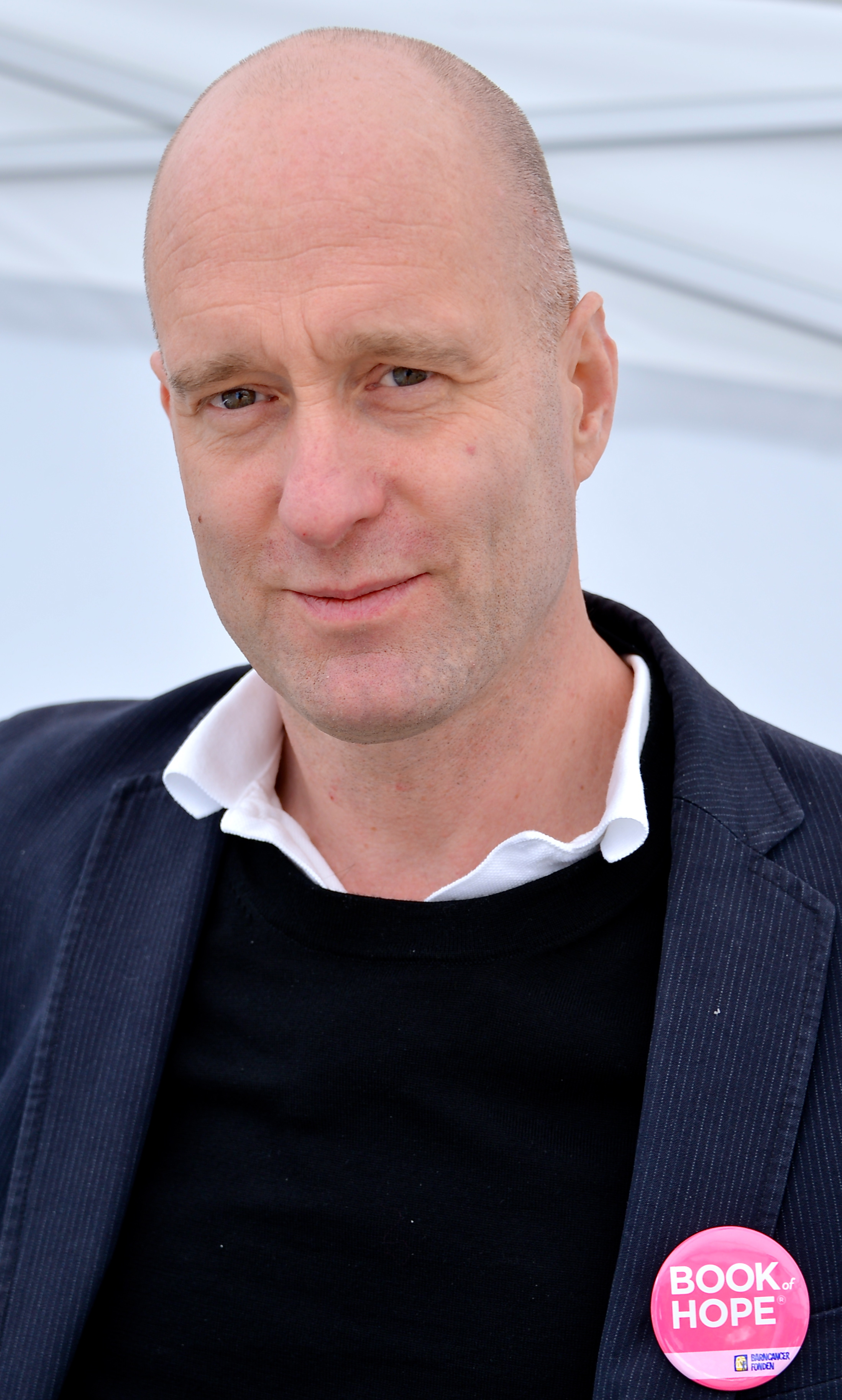
David Eberhard (2013)

David Eberhard (* 1966 in Schweden) ist ein schwedischer Psychiater und Autor.

## Leben
Eberhard wuchs in Åkarp in Schonen im südlichen Schweden und später in der Universitätsstadt Lund als jüngster von fünf Geschwistern auf. Unter seinen Vorfahren gab es sowohl Psychiater als auch Allgemeinmediziner. Nach seinem Medizinstudium arbeitete er als Oberarzt in der psychiatrischen Notaufnahmestation am Stockholmer Sankt-Göran-Krankenhaus. Heute arbeitet er in der Psykiatri Nordost am Danderyd-Krankenhaus in Danderyd, Bezirk Stockholm.
Eberhard lebt in Stockholm und ist Vater von acht Kindern.
Seit 2006 veröffentlichte Eberhard vier Bücher, die sich mit psychiatrischen Themen seiner Heimat beschäftigen. Das 2013 erschienene Buch Hur barnen tog makten (deutsch: 2015 Kinder an der Macht) schildert seine Meinung, dass wir uns ohne Autorität Rotzlöffel heranziehen und dass der verwahrende Erziehungsstil den Kindern nicht bekomme. Hierzu druckte Die Zeit am 12. März 2015 auf den Seiten 71 und 72 ein Interview mit dem Psychiater ab.

## Veröffentlichungen
- I trygghetsnarkomanernas land: Sverige och det nationella paniksyndromet, Prisma, Stockholm 2006. ISBN 978-91-51847-42-9.
- Ingen tar skit i de lättkränktas land. Prisma, Stockholm 2009, ISBN 978-91-51852-33-1.
- Normalt? Från vansinnesdåd till vardagspsykoser. 2011.
- Hur barnen tog makten. Bladh by Bladh, Stockholm 2013, ISBN 978-91-87371-08-0.
  - deutsch: Kinder an der Macht. Die monströsen Auswüchse liberaler Erziehung. Kösel, München 2015, ISBN 978-3-466-31040-1.